# Frédéric Bessy
Frédéric Bessy (Villefranche-sur-Saône, 9 de enero de 1972) es un ciclista francés que fue profesional de 1996 a 2007. Su mayor logro como profesional fue la victoria en 2004 del Gran Premio de Lugano.

## Palmarés
2004
- Gran Premio de Lugano

## Resultados en Grandes Vueltas y Campeonatos del Mundo
| Carrera         | Carrera         | 1996 | 1997 | 1998 | 1999 | 2000 | 2001  | 2002 | 2003  | 2004 | 2005  | 2006 | 2007 |
| --------------- | --------------- | ---- | ---- | ---- | ---- | ---- | ----- | ---- | ----- | ---- | ----- | ---- | ---- |
|                 | Giro de Italia  | ―    | ―    | 79.º | ―    | ―    | ―     | ―    | ―     | ―    | ―     | ―    | 66.º |
|                 | Tour de Francia | ―    | ―    | ―    | 42.º | ―    | 119.º | 67.º | ―     | Ab.  | 129.º | ―    | ―    |
|                 | Vuelta a España | Ab.  | 70.º | 43.º | ―    | Ab.  | ―     | ―    | ―     | ―    | ―     | 41.º | ―    |
| Mundial en Ruta | Mundial en Ruta | ―    | ―    | ―    | ―    | ―    | 68.º  | ―    | 107.º | ―    | ―     | ―    | ―    |

―: no participa

Ab.: abandono